# Werner Kohlmeyer
Werner Kohlmeyer (Kaiserslautern, 19 aprile 1924 – Magonza, 26 marzo 1974) è stato un calciatore tedesco occidentale di ruolo difensore, campione mondiale nel 1954.

## Carriera
Tra il 1941 e il 1960 giocò per la squadra della sua città natale, il Kaiserslautern, con cui vinse due campionati tedeschi occidentali.
Esordì in nazionale nel 1951 contro la Svizzera e fece parte della selezione che vinse i Mondiali nel 1954, dove disputò 5 delle 6 partite giocate dalla Germania Ovest, compresa la vittoriosa finale contro l'Ungheria.
Dopo essersi ritirato nel 1960 ebbe problemi di alcolismo e morì nel 1974, a soli 49 anni, a causa di un'insufficienza cardiaca.

## Palmarès

### Club
- Campionato tedesco occidentale: 2

Kaiserslautern: 1950-1951, 1952-1953

### Nazionale
- Campionato mondiale: 1

Svizzera 1954